# Noodweerexces
Noodweerexces is in het Nederlandse strafrecht een wettelijke schulduitsluitingsgrond. Artikel 41 lid 2 van het Wetboek van Strafrecht luidt:

Niet strafbaar is de overschrijding van de grenzen van de noodzakelijke verdediging, indien zij het onmiddellijk gevolg is geweest van een hevige gemoedsbeweging, door de aanranding veroorzaakt.

## Grondslag
Dit artikel biedt een oplossing voor degene die in noodweer 'te ver gaat'. Als men onder invloed van een 'hevige gemoedsbeweging' de grenzen van de noodzakelijke verdediging (bedoeld in het artikel betreffende noodweer) overschrijdt, kan er onder omstandigheden sprake zijn van noodweerexces. Noodweerexces is een schulduitsluitingsgrond. De verdachte handelde dus wederrechtelijk, maar daarvan wordt hem geen verwijt gemaakt.

## Dubbele causaliteit
Het artikel stelt een eis van dubbele causaliteit: de overschrijding is het gevolg van een hevige gemoedsbeweging, die op zijn beurt weer moet zijn veroorzaakt door de aanranding.

## Intensief exces, extensief exces, tardief exces
De dogmatiek maakt een onderscheid tussen intensief en extensief exces. In geval van intensief exces grijpt men naar een te zwaar verdedigingsmiddel: een verdediging met een mes is niet proportioneel indien de aanrander 'slechts' zijn blote vuisten gebruikt. Intensief exces kan schematisch als volgt worden weergegeven:
```
Intensief exces:
Aanranding ---------
Verdediging =======

```

De lijnen lopen ongeveer gelijk, wat betekent dat de verdediging het resultaat is van een ogenblikkelijke aanranding. De verdediging stopt ook even na de aanranding. De verdediging zelf is echter niet proportioneel, wat aangegeven wordt met de dubbele lijn.
In het geval van extensief exces wordt onderscheid gemaakt tussen extensief exces in de eerste graad, en extensief exces in de tweede graad (of tardief exces). Extensief exces in de eerste graad wordt schematisch als volgt weergegeven:
```
Extensief exces in de 1e graad:
Aanranding ---------
Verdediging --------------

```

In dit geval gaat men te lang door met verdedigen. Men blijft bijvoorbeeld klappen uitdelen nadat de oorspronkelijke aanrander buiten gevecht gesteld is. Dit wordt aangegeven door de lijn van verdediging te laten doorlopen terwijl de aanranding al is beëindigd.
De Hoge Raad heeft enige tijd geleden ook het zogenoemde tardief exces of extensief exces in de tweede graad erkend. Ook als de aanranding reeds is afgelopen kan onder omstandigheden een beroep op noodweerexces worden toegewezen: emoties ebben immers maar langzaam weg. Diverse lagere rechters hebben in het geval dat iemand gedurende een lange tijd voortdurend getreiterd werd, een hevige gemoedsbeweging toch nog geëxcuseerd. Dit ondanks het feit dat de aanranding dus reeds afgelopen was. Schematisch weergegeven ziet extensief exces in de tweede graad er zo uit:
```
Extensief exces in de 2e graad:
Aanranding ---------
Verdediging          ---------

```

De verdediging begint pas nadat de aanranding reeds is geëindigd.